# Grecs indépendants
Les Grecs indépendants (Ανεξάρτητοι Έλληνες / Anexártiti Éllines, abrégé en ΑΝ.ΕΛ. ou AN.EL), est un parti politique grec national-conservateur,,, né le 24 février 2012 d'une scission de la Nouvelle Démocratie.

## Histoire
Le parti est fondé le 24 février 2012 par Pános Kamménos après son exclusion en novembre 2011 du parti de centre droit Nouvelle Démocratie à la suite de son vote de défiance au Parlement contre la coalition de Loukás Papadímos. Une dizaine de députés de Nouvelle Démocratie constituent le nouveau groupe parlementaire. Le 6 mai 2012, le parti obtient 33 députés aux élections législatives, puis seulement 20 lors du nouveau scrutin du 17 juin suivant. Le 25 mai 2014, lors des élections au Parlement européen, il remporte un siège de député qui s'inscrit au groupe des conservateurs et réformistes européens.
Arrivé en sixième position lors des élections législatives de janvier 2015 avec 4,75 %, il conserve 13 députés, soit 7 de moins que dans la précédente législature. Néanmoins, opposé aux mesures d'austérité, il forme une coalition avec le parti anti-austérité de gauche, SYRIZA, permettant à Aléxis Tsípras d'être nommé Premier ministre dès le lendemain des élections, 26 janvier. Celui-ci forme un nouveau gouvernement, dans lequel Kamménos occupe le poste de ministre de la Défense.
Le 13 janvier 2019, l’ANEL annonce son retrait de la coalition gouvernementale pour protester contre la ratification de l’accord de Prespa avec la République de Macédoine. Cette décision est très contestée en interne et conduit à un certain nombre d’expulsions ou de défections, dont celles d'Élena Kountourá et de Vasilis Kokkalis, tous deux membres du gouvernement Tsípras.
Alors que des élections législatives anticipées sont annoncées en Grèce par le Premier ministre Tsípras, Pános Kamménos annonce le 9 juin 2019 que ni lui ni son parti n’y participeront.

## Idéologie
Le parti a été qualifié de conservateur, de national-conservateur,, de populiste de droite,,, de nationaliste grec et d'eurosceptique.
- La principale revendication de ce parti est le rejet des accords de prêt à la Grèce par l'Union européenne et le Fonds monétaire international[18].
- Son leader Panos Kammenos appelle à un redressement du pays face à la « conspiration » contre la Grèce.
- Il exige de plus le remboursement des dommages de guerre causés par l'occupation allemande lors de la Seconde Guerre mondiale[18].
- Sur le plan intérieur, le parti fait campagne pour la levée de l'immunité de tous les ministres, parlementaires et hauts fonctionnaires responsables de la dette grecque.
- Sur le plan social, AN.EL. est un parti conservateur : refus de l'immigration, rejet du multiculturalisme et maintien de la présence de l'Église de Grèce dans les rouages de la société et particulièrement dans l'éducation.

Pános Kamménos a participé à plusieurs réunions de Debout la France, le programme de son parti présentant des similitudes (anti-austérité, euroscepticisme et souverainisme) avec celui de Nicolas Dupont-Aignan.

## Dirigeants

### Président
- Pános Kamménos depuis 2012.

## Résultats électoraux

### Élections parlementaires
| Année   | Voix    | %     | Rang | Sièges   | Gouvernement                              |
| ------- | ------- | ----- | ---- | -------- | ----------------------------------------- |
| 05/2012 | 670 957 | 10,61 | 4e   | 33 / 300 | Opposition                                |
| 06/2012 | 462 406 | 7,51  | 4e   | 20 / 300 | Opposition                                |
| 01/2015 | 293 371 | 4,75  | 6e   | 13 / 300 | Tsípras I                                 |
| 09/2015 | 200 532 | 3,69  | 7e   | 10 / 300 | Tsípras II (2015-2019), opposition (2019) |

### Élections européennes
| Année | Voix    | %    | Rang | Sièges | Groupe |
| ----- | ------- | ---- | ---- | ------ | ------ |
| 2014  | 197 701 | 3,46 | 7e   | 1 / 21 | CRE    |
| 2019  | 45 148  | 0,80 | 15e  | 0 / 21 |        |